# Mokaleba Manteka
Mokaleba Manteka (Kinshasa, 13 novembre 1968) è un'ex cestista della Repubblica Democratica del Congo.

## Carriera
Con la RD del Congo ha disputato i Campionati mondiali del 1998.